# Abbaye Notre-Dame de Valsery
L'abbaye Notre-Dame de Valsery est une ancienne abbaye située à Cœuvres-et-Valsery, en France. Elle a été fondée en 1124 par des chanoines prémontrés, auprès de la forêt de Retz qu'ils ont sans doute contribué à défricher.

## Description

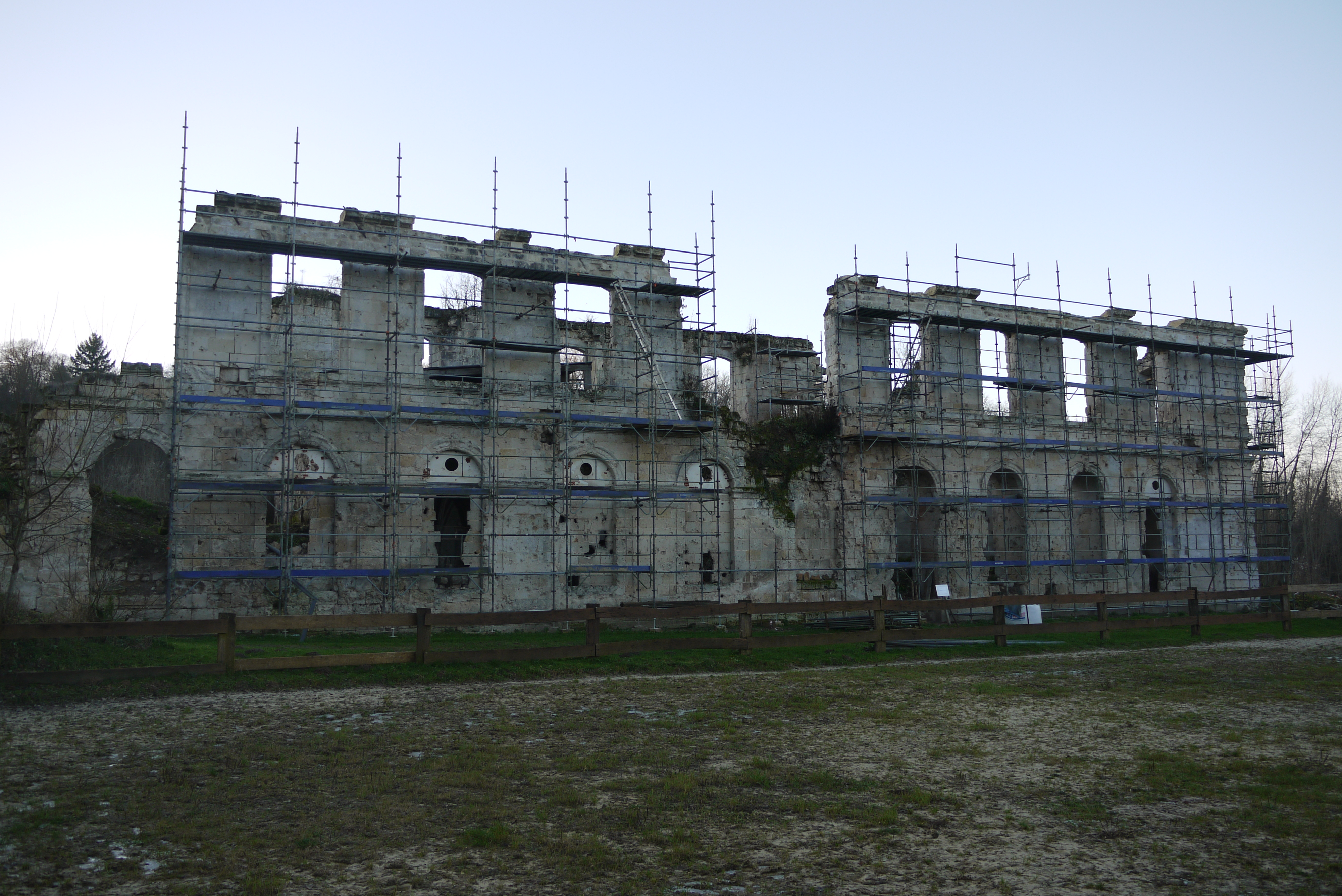
L'état de la restauration en 2015.

L'abbaye de Valsery est un site classé au monuments historiques depuis 1986, et laissé à l'abandon durant plusieurs décennies à la suite des dégâts de la Première Guerre mondiale. 
Le site n'a encore d'élevé que les murs des dortoirs des chanoines ainsi que la salle capitulaire, pièce maitresse du lieu avec ses enluminures, polychromies et dallage au sol. Le reste du site est enfoui sous deux mètres de terre qui recouvrent les vestiges d'une église abbatiale et d'un cloître. Les premiers sondages effectués à la fin des années 1990 ont permis de situer les emplacements précis de ces bâtiments.

## Localisation
L'abbaye est située sur la commune de Cœuvres-et-Valsery, dans le département de l'Aisne en lisière de la forêt de Retz. 

## Historique
L'abbaye était propriétaire d'un hôtel monastique urbain, situé à Soissons, dont il ne reste aujourd'hui que les caves.
Le monument est classé au titre des monuments historiques en 1986.
Depuis 1996, l'Association de Restauration de l'Abbaye de Valsery s'est implantée sur le site dont elle est propriétaire. 
Depuis avril 2013, des bénévoles se réunissent deux samedis par mois afin de remettre en état le site et organisent des visites.
L'association de Restauration de l'Abbaye de Valsery s'est également liée à l'association Rempart, qui permet de mettre en place des chantiers de bénévoles.

### Abbés
- 1214-1220 : Eustache de Lens[3], abbé du Val-Chrétien (1220-1226)
- ~1250 : Archambaut.